# Fukushima Transportation
Fukushima Transportation, Inc. (福島交通株式会社, Fukushima Kōtsū Kabushiki-gaisha) est une compagnie de transport de passagers qui exploite une ligne de chemin de fer ainsi qu'un réseau de bus dans la préfecture de Fukushima au Japon. Son siège social se trouve dans la ville de Fukushima.

## Histoire
La compagnie a été fondée le 9 juillet 1986.

## Ligne
La compagnie possède une ligne.
| Ligne        | Nom japonais | Terminus                 | Longueur (km) | Gares |
| ------------ | ------------ | ------------------------ | ------------- | ----- |
| Ligne Iizaka | 飯坂線       | Fukushima - Iizaka Onsen | 9,2           | 12    |

## Matériel roulant

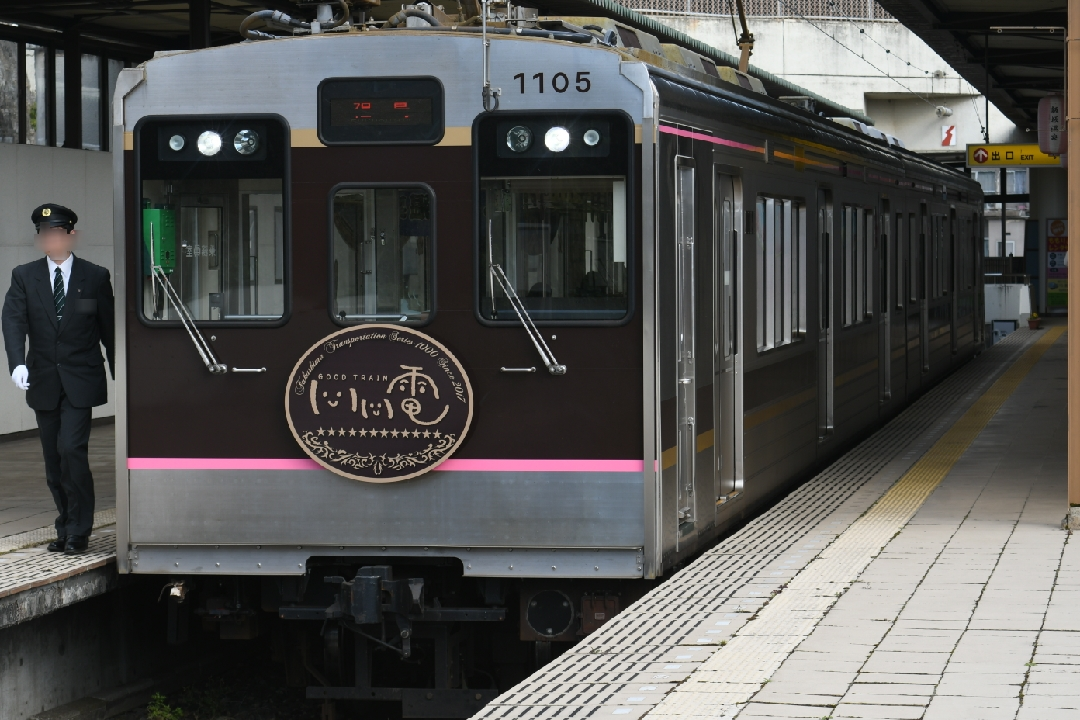
Série 1000 (ex-Tokyu série 1000)
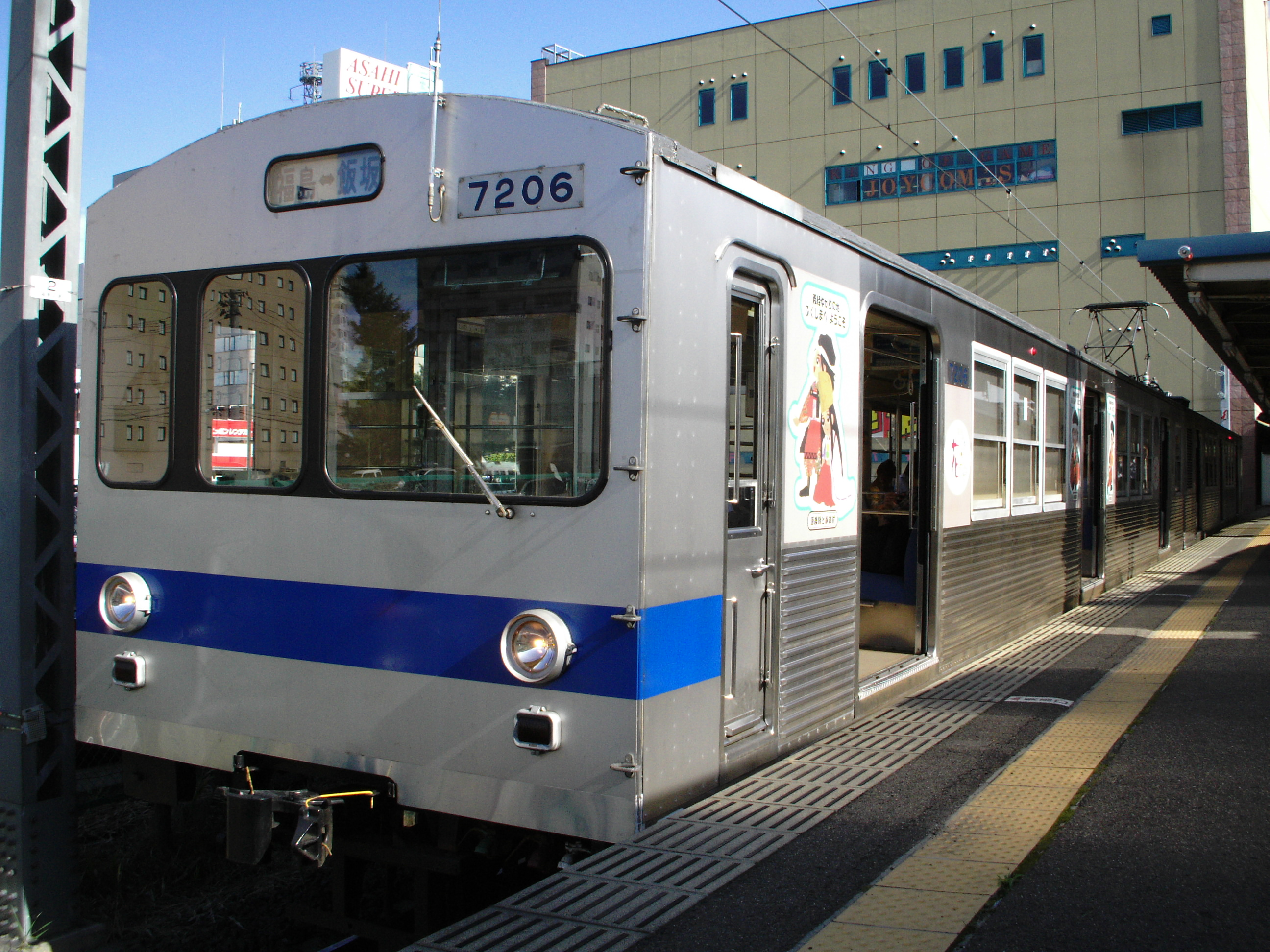
Série 7000 (ex-Tokyu série 7000)